# Anamecia
Anamecia é um gênero de traça pertencente à família Arctiidae.

## Espécies
- Anamecia candida Boursin 1964
- Anamecia deceptrix Staudinger 1900
- Anamecia esurialis
- Anamecia ferdovsi Brandt 1941
- Anamecia nalitiosa